# 鸚鵡返文武二道
『鸚鵡返文武二道』（おうむがえしぶんぶのふたみち）とは、黄表紙の作品の一つ。全三冊、天明9年（1789年）1月刊行。恋川春町作、北尾政美画。

## あらすじ
延喜の帝（醍醐天皇）の御代のこと、天下泰平が続いたはよいが、それにより人の心も華美に流れ、要らざる費えが増えたことを帝は嘆き、自ら質素倹約に励んだ。また菅原道真の子である菅秀才を補佐として政治を任せるが、世は生憎の人材不足。そこでまず人々に武芸を習わせ兵事を強くしようと菅秀才は考え、源義経、源為朝、小栗判官を呼んで人々へ武芸の指南をさせることになった。義経も為朝も小栗判官も、延喜とは時代の違う後の世の人物だが、そこは菅秀才いわく「草双紙だから、うっちゃっておきやれ」さ。
義経たちは人々にそれぞれ剣術や弓、馬術の指南をする。ところが教えられた側はやることが次第に脱線してきて、あたりかまわず矢を放ち人の物を壊すやら、義経が牛若丸と名乗っていた時に五条大橋で千人切りをしたのに倣い、五条橋などで人を襲うやら、果ては馬術の稽古と称して馬には乗らずに陰間に乗るやら女郎に乗るやら…と、人々は市中で数々の見当違いを起こしたのであった。
帝はこの様子を知って困惑し、菅秀才を呼び相談する。菅秀才は阿波国に隠棲していた学者大江匡房を都に呼び出し（大江匡房も実際には醍醐天皇より約二百年後の人物）、自らの著『九官鳥のことば』という本を与え、これで人々に聖賢の道を教えよと命じた。匡房は学校でこの本を使い講義する。これにより学問が盛んとなり、『九官鳥のことば』も評判となって誰もが求めて読むようになったが、今度はこの本の中にある、政治を凧揚げになぞらえたくだりを人々は誤解し、凧をあげれば天下国家が収まると考え、みな凧あげに熱心になる。空にあがった様々の凧、そこへ鳳凰が鳶凧を自分の仲間と勘違いし飛んできた。「なに鳶凧を見違えるものだ、聖代だから出たのさ」と鳳凰の負け惜しみあり。
鳳凰が出るとはまことにめでたい御代であると、鳳凰は捕らえられ大徳寺門前の茶屋で人々の見世物となった。茶屋の名は「鳳凰茶屋」。そのあと、これもめでたいとされる麒麟も出たけれど、リスのように鳳凰を入れた檻の隅っこに置かれたという話だ。

## 解説
平安時代の「延喜・天暦の治」、すなわち醍醐天皇、村上天皇の治世はよく収まった世の中の例とされたが、本作は醍醐天皇の時代に仮託し、松平定信による寛政の改革（文武奨励策を含む）のあった江戸の世相を穿ってみせたものである。菅秀才は定信、大江匡房は柴野栗山をモデルとしている。その菅秀才が仕える醍醐天皇も、じつは十一代将軍徳川家斉に当たる。
本作より先、前年に刊行された黄表紙『文武二道万石通』は、春町と親交のあった朋誠堂喜三二の作で、同じく寛政の改革を風刺する内容が好評を博した。『鸚鵡返文武二道』の「鸚鵡返」とはその『万石通』の後編であることを示すとともに、定信著の『鸚鵡言』（おうむのことば）も風刺しており、本作中でも『九官鳥のことば』なる書物が出てきたり、また政治の在り方を凧揚げに例える『鸚鵡言』の記述を取り上げ、それを人々が勘違いして凧揚げを競い、ついでに瑞鳥とされる鳳凰も間違って出てきたと茶化している。大徳寺門前の茶屋で鳳凰や麒麟が見世物にされたというのは、当時下谷広徳寺の門前にあった「孔雀茶屋」の事をもじったものである。
天明9年の正月に版元蔦屋重三郎より売り出された本作は大変な評判、売り上げとなった。その様子は『近世物之本江戸作者部類』（曲亭馬琴著）に以下のようにある。
この「大半紙摺りの袋入り」とは、本来は三冊だったのを一冊に綴じ合わせ袋に入れて売り出したもので、それが正月（一月）以降、二月三月になっても市中で販売されたということである。その発行部数は一万五千部前後といわれている。また初版が売り切れて増刷されたことにより、初版のほかに絵柄や本文の異なる二種類の異版ができる結果ともなった。上記の三冊だったのを一冊にしたというのは増刷分のことである。
しかし大評判となったこの黄表紙の事は、話の種にした松平定信の耳にも達することになった。『近世物之本江戸作者部類』には、「当時世の風聞に、右の草紙（『鸚鵡返文武二道』）の事につきて白川侯（定信）へめされしに、春町病臥にて辞してまゐらず」とある。春町は定信から呼び出しを受けたが病気を理由に応じなかった。ただしこの『江戸作者部類』の記述は「噂の範囲」での話であり、『鸚鵡返文武二道』は定信の側近の間で問題視されはしたものの、実際に春町が定信に呼び出されるようなことはなかったという見方もある。
『鸚鵡返文武二道』は『文武二道万石通』とともに、幕府の命により絶版となった。春町は本名を倉橋格（通称寿平）と云い、小島藩に仕える江戸在勤の武士であった。寛政元年（1789年）7月7日に春町は死去するが、『鸚鵡返文武二道』は実は小島藩主（松平信義）の作で、それを春町の名で世に出したとの風聞が、市中に売り出して間もない頃に出ていた。主家の迷惑とならぬよう、春町は自害したのではないかとする見方がある。朋誠堂喜三二が仕えていた久保田藩主（佐竹義和）も定信から喜三二について聞かれる事があり、喜三二もこののち二度と黄表紙の創作に手を染めることはなかったのである。